# Fraga
|  | Aquest article tracta sobre la vila i capital de la comarca del Baix Cinca. Si cerqueu el polític conservador espanyol, vegeu «Manuel Fraga Iribarne». |

Fraga és una població de l'Aragó de parla catalana situada a la Franja de Ponent, a l'extrem sud-est de la província d'Osca, en l'últim tram de la vall del Cinca (a 115 km de Saragossa i a 25 km de Lleida). Limita amb lo municipi català de Massalcoreig. Lo seu municipi és un dels més grans d'Espanya; és cap de partit judicial i capital de la comarca del Baix Cinca.
Fraga té un clima mediterrani continentalitzat amb temperatures mitjanes anuals de 14,7 °C i amb una mitjana de precipitacions de 384 mm, recollides a la primavera i especialment a la tardor.
La ciutat constitueix un important centre de serveis, sector que ocupa un terç de la població activa. La població total era de 15.250 habitants lo 2021.

## Geografia
Fraga és cap de la comarca del Baix Cinca. El municipi s'estén a banda i banda del riu Cinca. A l’esquerra comprèn els altiplans que des de la serra Pedregosa, continuació meridional de la serra de la Sardera, al límit amb el Segrià, arriben fins a les terrasses fluvials damunt el Cinca (aquest sector culmina al turó de l’Escorpió, de 280 m, i al puntal de la Lleitera, de 271 m); a la dreta, comprèn una amplíssima zona (més de 30 km a l’oest del riu, endinsant-se en terres aragoneses) que s'estén per tot el marge oriental de l’altiplà dels Monegres (plans de Cardell i de Buriat, centrats per aquests dos antics llocs) i per una zona accidentada, trencada per nombrosos barrancs que aflueixen per l’esquerra a l'Ebre, límit meridional del terme (barrancs de Vallmateu o de Lliberola i de Vallcorna); finalment, a l’oest de la serreta Negra i de la punta del Sabre (394 m), a l’extrem occidental del municipi, hi ha un altre sector pla (la plana Cega) amb els estanys endorreics de la Plana i les Amargues.
L'altitud del municipi oscil·la entre els 394 m de la Serreta Negra i els 90 m la ribera del riu Cinca. La ciutat s'alça a 120 metres sobre el nivell del mar.
Al costat del riu hi ha una plana poc o molt ampla, amb hortes abundants. L’altiplà de l’esquerra del Cinca, travessat pel canal d’Aragó i Catalunya, té també àmplies zones de regadiu. A l’altiplà de la dreta, vers els Monegres, hi ha grans extensions de secà, destinades bàsicament a cereals.

## Història
Fraga se situa on hi havia hagut l’antiga Gallica Flavia, esmentada per Ptolemeu, i els seus orígens són probablement preromans. Dins el terme, a la part dels Monegres, hi ha abundància de tallers de sílex prehistòrics i diversos jaciments de l'edat del ferro. Hi ha també jaciments ibers al poblat d'El Pilaret, i la Villa Fortunatus romana.

### Media Afragha
La vila de Fraga com a tal, en la seva situació actual fou fundada el segle VIII. El lloc de l'actual Fraga fou ocupat pels musulmans quan Musa ibn Nusayr se va apoderar de Saragossa el 714, de la qual sembla que fou una dependència que va dur el nom d'Ifragha o Afragha.
Durant l’època musulmana fou una important població dins el valiat o wilaya de Làrida (Lleida). Al-Idrissí situa la vila a la província de Zaytun (Cinca), juntament amb Jaca, Mequinensa i Lleida.
Al segle xii estava en mans dels almoràvits sota el comandament de Yahya ibn Ghàniya: Alfons I d'Aragó i Pamplona (que havia ocupat Saragossa el 1118) va atacar la ciutat lo 1134, però fou derrotat severament i rebutjat per Yahya, en una batalla descrita per al-Himyari.

### Setge de Fraga
A la primavera del 1134, Alfons I lo Bataller es va acostar a Fraga i la va assetjar; però va patir una severa derrota al Castell de Monreal i va haver d'aixecar el setge (17 de juliol) i se'n va anar a assetjar el castell de Lizana, però va morir entre Almuniente i Poleñino el 7 de setembre.

### Edat mitjana
Fraga fou conquerida finalment per Ramon Berenguer IV el 1149. Esdevingué senyoria en part dels Montcada i en part dels templers (baronia de Fraga).
Tot i que la part del terme de la dreta del Cinca fou considerada, des de la divisió de Jaume I, com a aragonesa, la vila es mantingué dins el Principat de Catalunya probablement fins a la fi del segle XV. Fraga tenia representació a les Corts.
Fins a la fi del segle XV hi havia hagut un call jueu. El 1495 comptava amb 307 focs, incloent-hi una important comunitat mudèjar.
Fou població mixta de moriscs i cristians vells fins a l’expulsió dels moriscs de 1610 (305 expulsats) quan entrà en una gran decadència.

### Guerra de successió espanyola
Durant la Guerra de Successió, Fraga, juntament amb altres ciutats com Berga o Cervera, va decantar-se per bàndol borbònic, sovint perquè estaven enfrontades a altres poblacions favorables als Habsburg; per això se'ls va conèixer com a enclavaments botiflers.

## Entitats de població
- Almúnia dels Templers.[3]
- Los Arcs, despoblat.[4]
- Atxon.[5]
- Biars o Venta del Rei o Ventes de Buars. Va ser una població islàmica.[6]
- Canals, prop de Vil·la Fortunatus[7]
- Drassanes de Fraga, barri al nord de la ciutat.[8]
- Lleitera, disseminat.[9]
- Miralsot, format per Miralsot de Baix i Miralsot de Dalt.[10]
- Torreblanca, despoblat.[11]
- Vincamet, despoblat.[12]
- Viriol, despoblat.[13]
- Buriat, situat als plans de Buriat (l'altiplà dels Monegres).[14]

## Administració i política
| Període   | Alcalde                          | Partit Polític |
| --------- | -------------------------------- | -------------- |
| 2019-2023 | Carmen Costa Cerezuela           | PP             |
| 2015-2019 | Miguel Luis Lapeña Creguenzán    | PSOE           |
| 2011-2015 | Santiago Miguel Escándil Solanes | PPA            |
| 2007-2011 | José Luis Moret Ramírez          | PPA            |
| 2003-2007 | Vicent Juan Juesas               | PSOE           |
| 1995-2003 | Vicent Juan Juesas               | PSOE           |
| 1992-1995 | Agustí Vilar Cruellas            | PSOE           |
| 1991-1992 | Francesc Beltran Odrí            | PSOE           |
| 1987-1991 | Francesc Beltran Odrí            | PSOE           |
| 1983-1987 | Francesc Beltran Odrí            | PSOE           |
| 1979-1983 | Francesc Beltren Odrí            | PSOE           |

## Monuments

### Església de Sant Pere
L'església parroquial de Sant Pere és d'origen visigòtic, va ser mesquita major en època àrab. Després de la reconquesta (segle xii), va passar a ser temple cristià. Església gòtica d'aire aragonès d'una sola nau, conserva la portada amb los seus capitells romànics, però no el claustre, que va estar situat davant d'aquesta.

### Palau Montcada
El palau Montcada originalment va ser un palau àrab que es va convertir en residència dels Montcada, senyors de la ciutat. Més tard va passar a dir-se Palau del Governador i tenir funcions de palau reial. Felip IV se va allotjar aquí durant la seua estada. També va ser ajuntament i presó. Actualment és biblioteca municipal i museu, en lo qual cal destacar el quadre Casament fragatí de Miquel Viladrich Vila que va residir a la ciutat de 1920 fins a 1932.

### Castell
El castell, ruïna de l'antiga església de Sant Miquel, rehabilitat com a sala d'exposició i inaugurat lo 2007 amb una exposició monogràfica sobre Miquel Viladrich i Vila.

### Torre dels Frares
La Torre dels Frares és una torre emmerletada de planta rectangular amb algunes petites finestres. Se troba a la sortida de Fraga per l'autopista AP2. Se creu que va ser construïda pels templers cap al segle xiii reaprofitant elements romans i que defensaria un petit assentament.

### Altres llocs d'interès
En la rodalia:
- Vil·la Fortunatus, vil·la romana.
- Presa de Mequinensa, embassament de l'Ebre, de vegades anomenat mar d'Aragó. Activitats de pesca i vela.
- Ermita de Sant Salvador (Torrent de Cinca), amb unes vistes espectaculars de la vall i del meandre del riu Cinca.
- Torre del Pilaret de Santa Quitèria.

## Galeria d'imatges

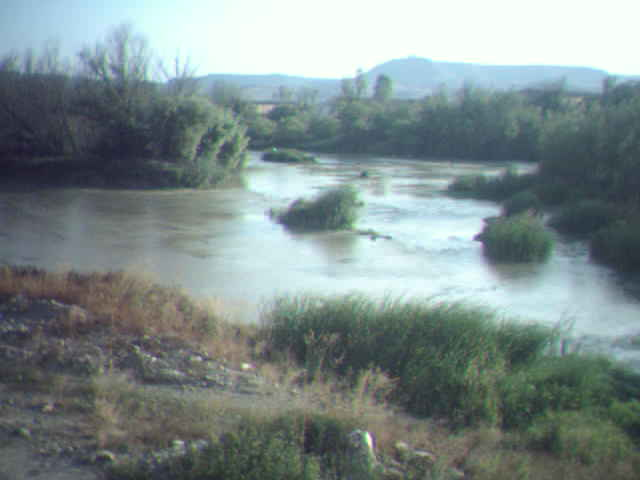
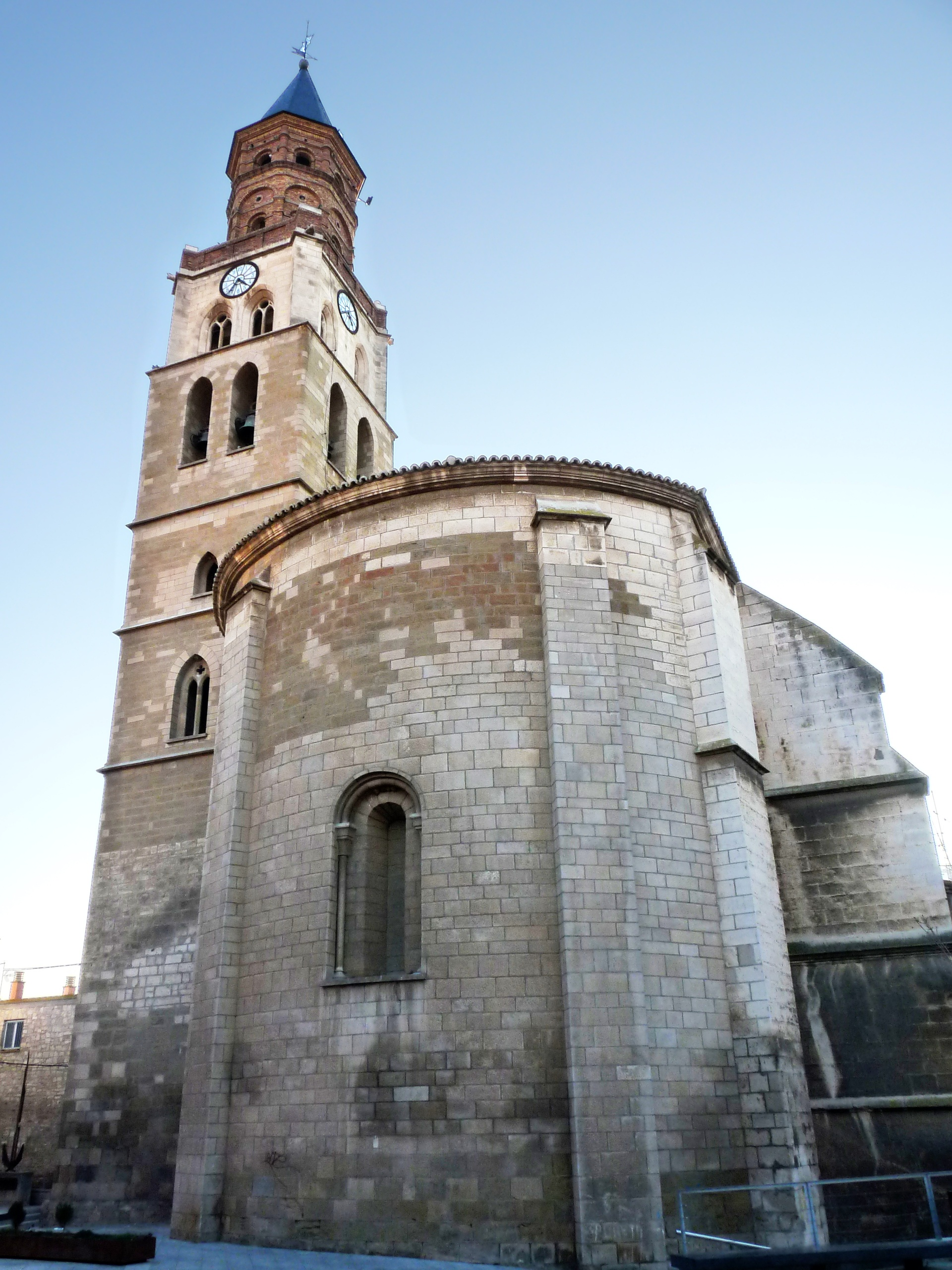
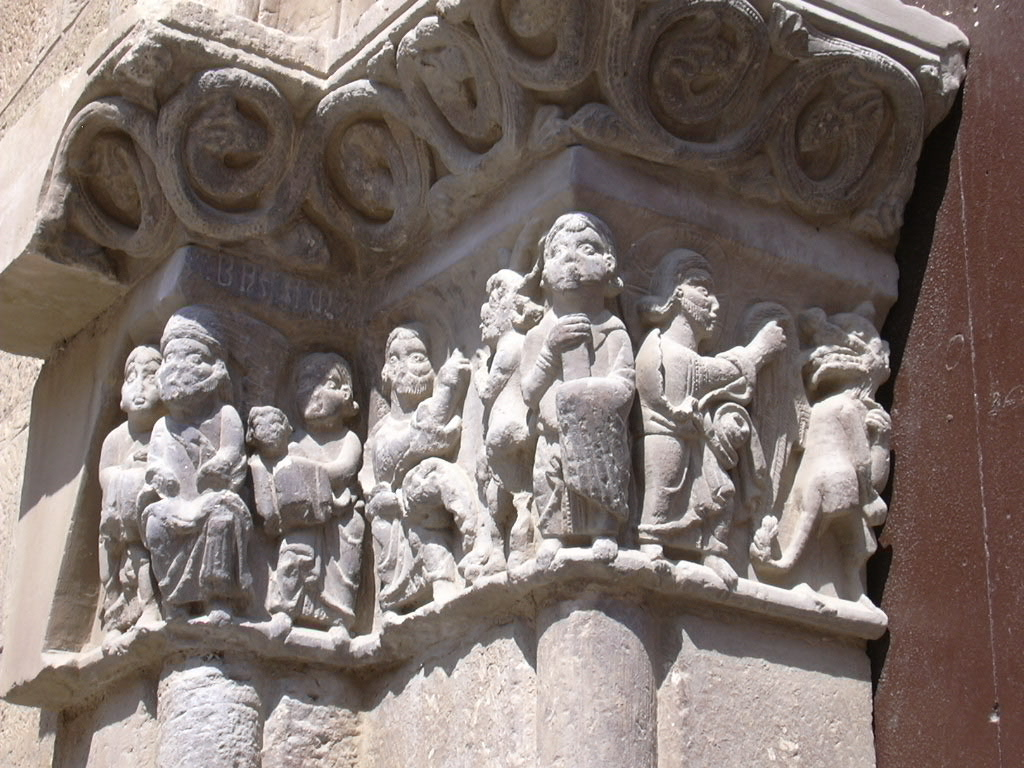
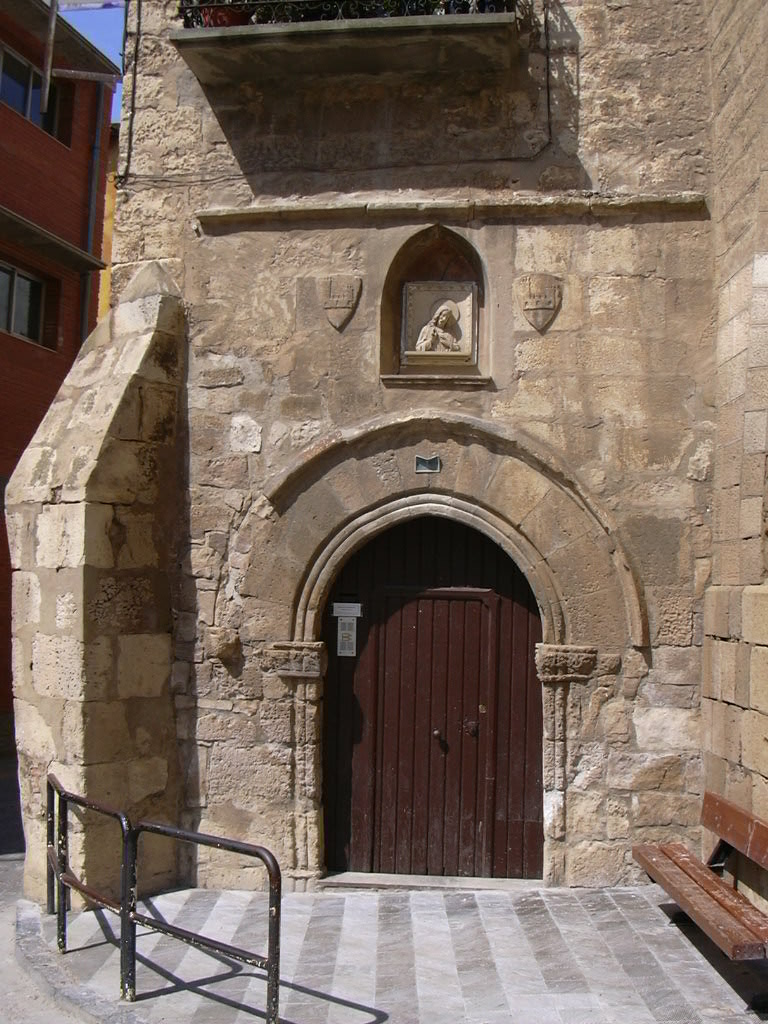
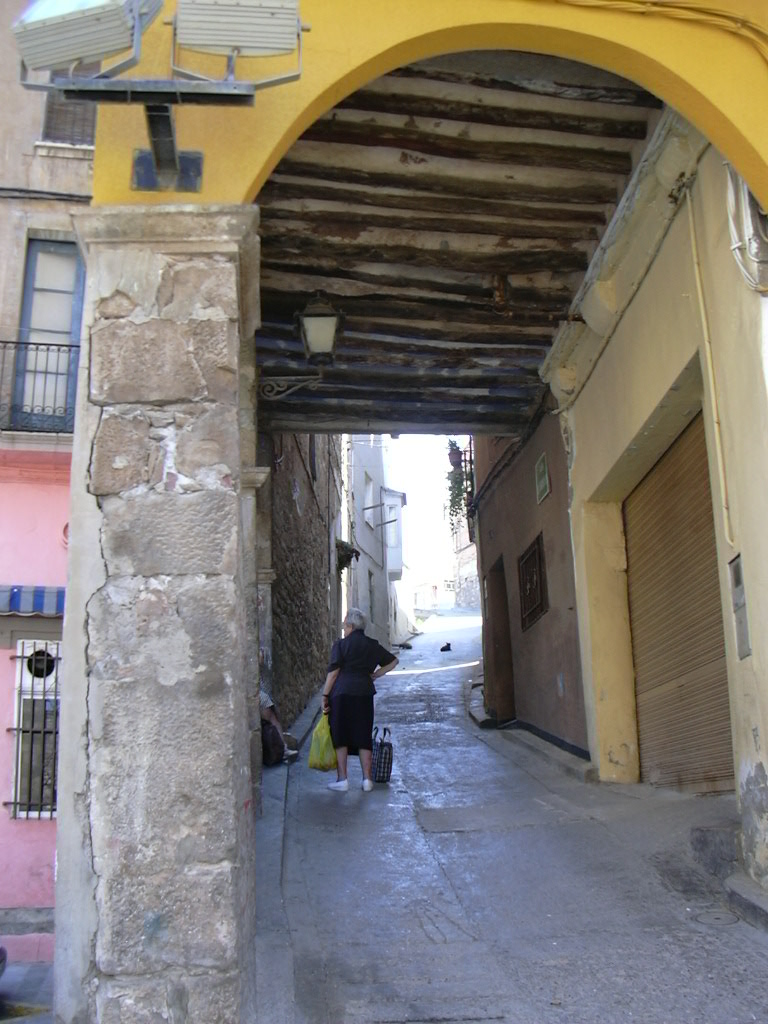
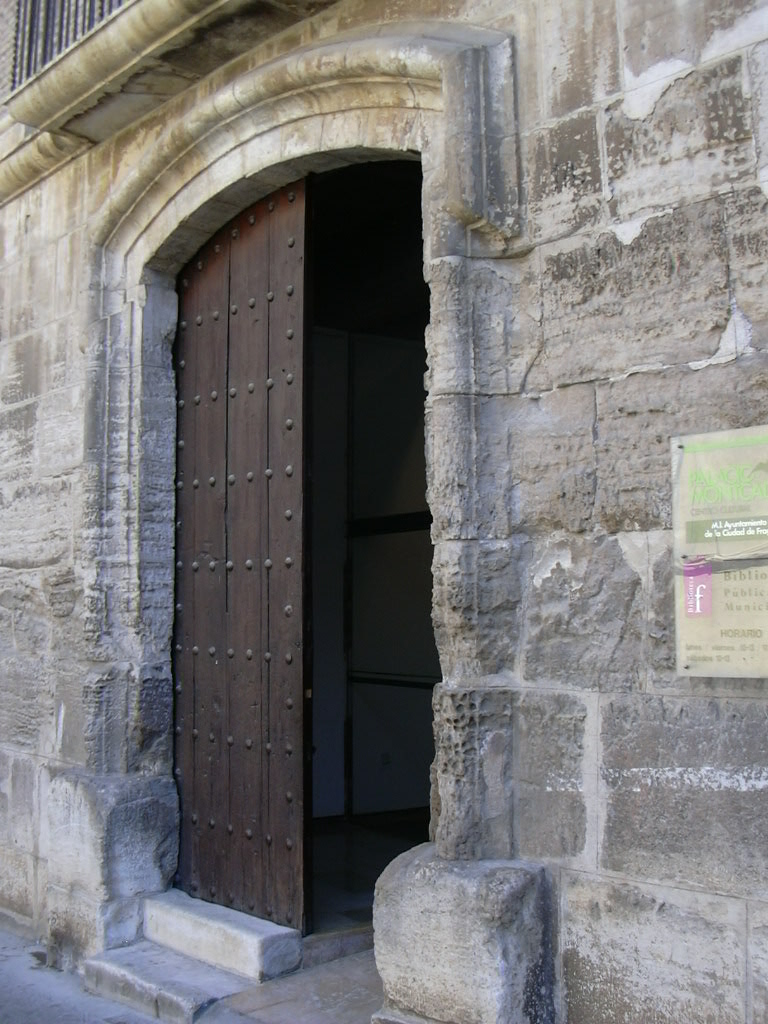
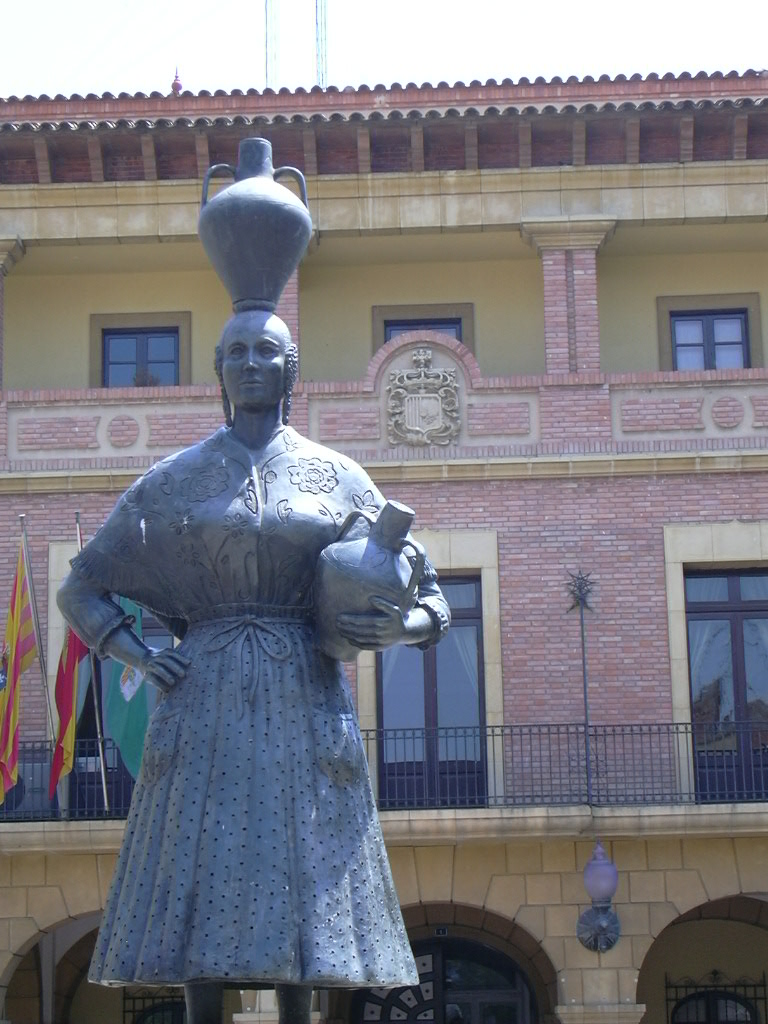
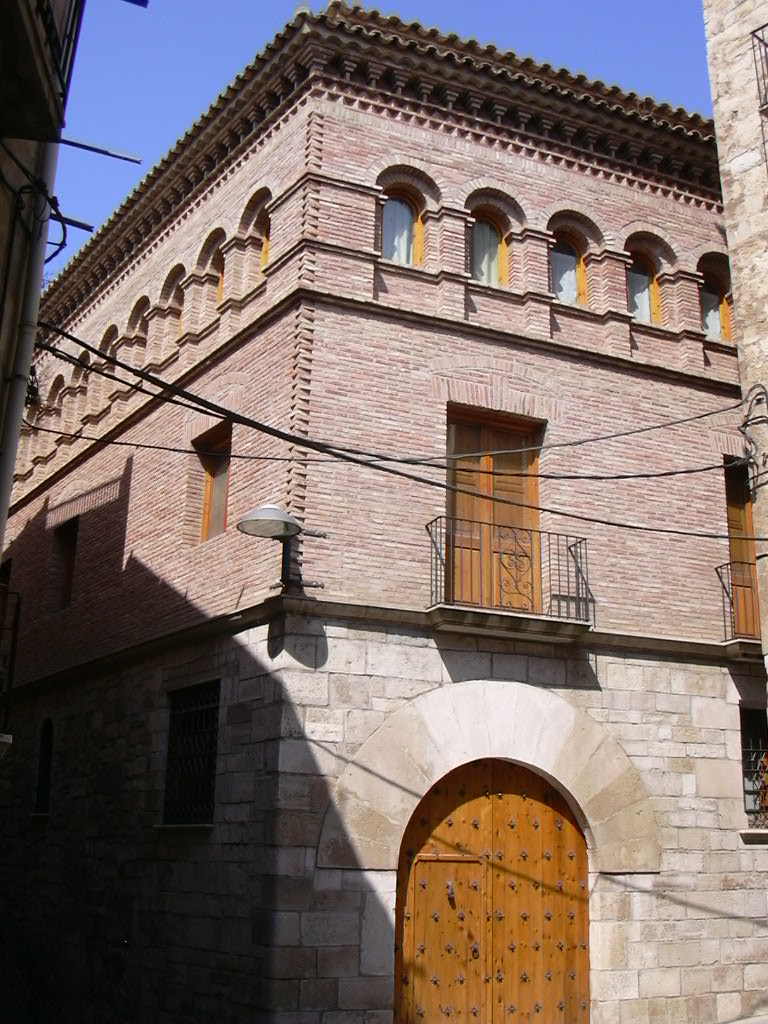
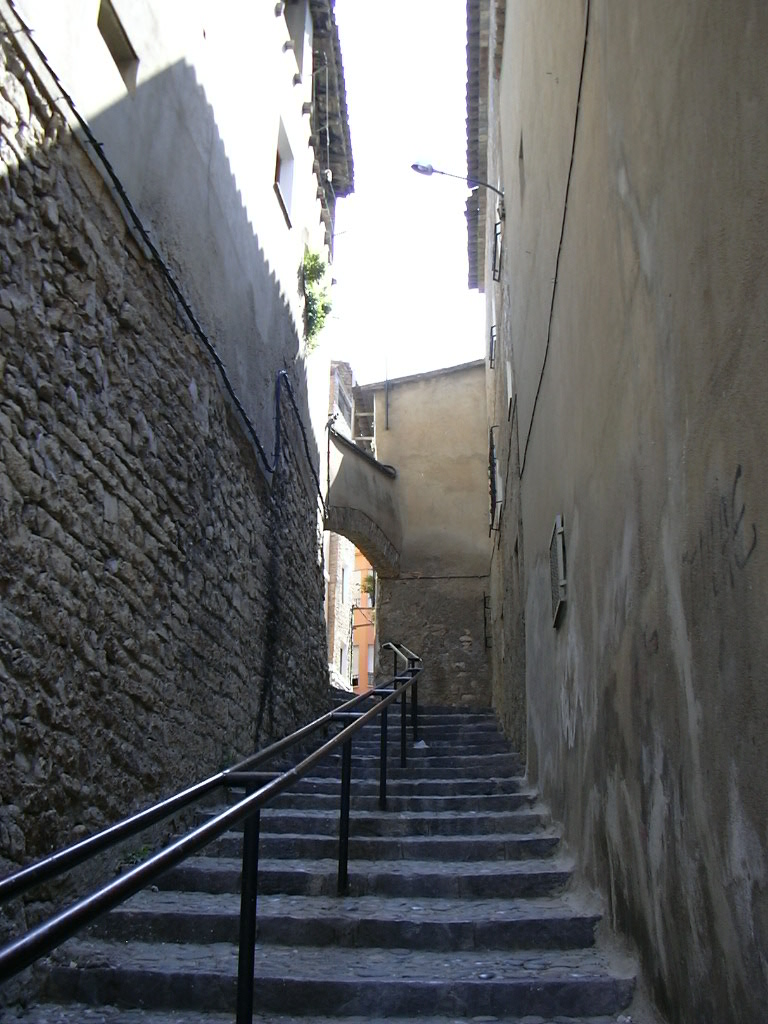
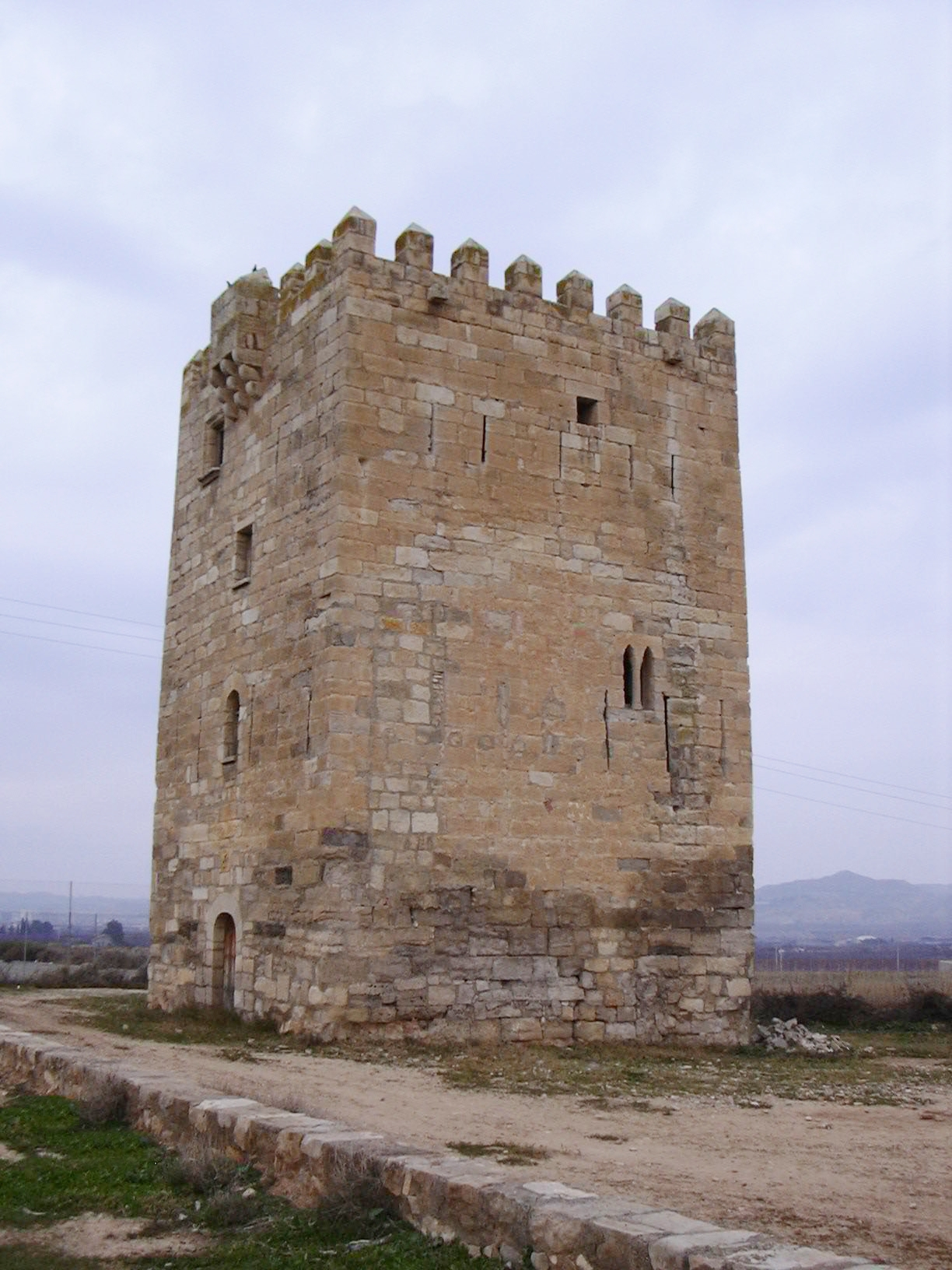
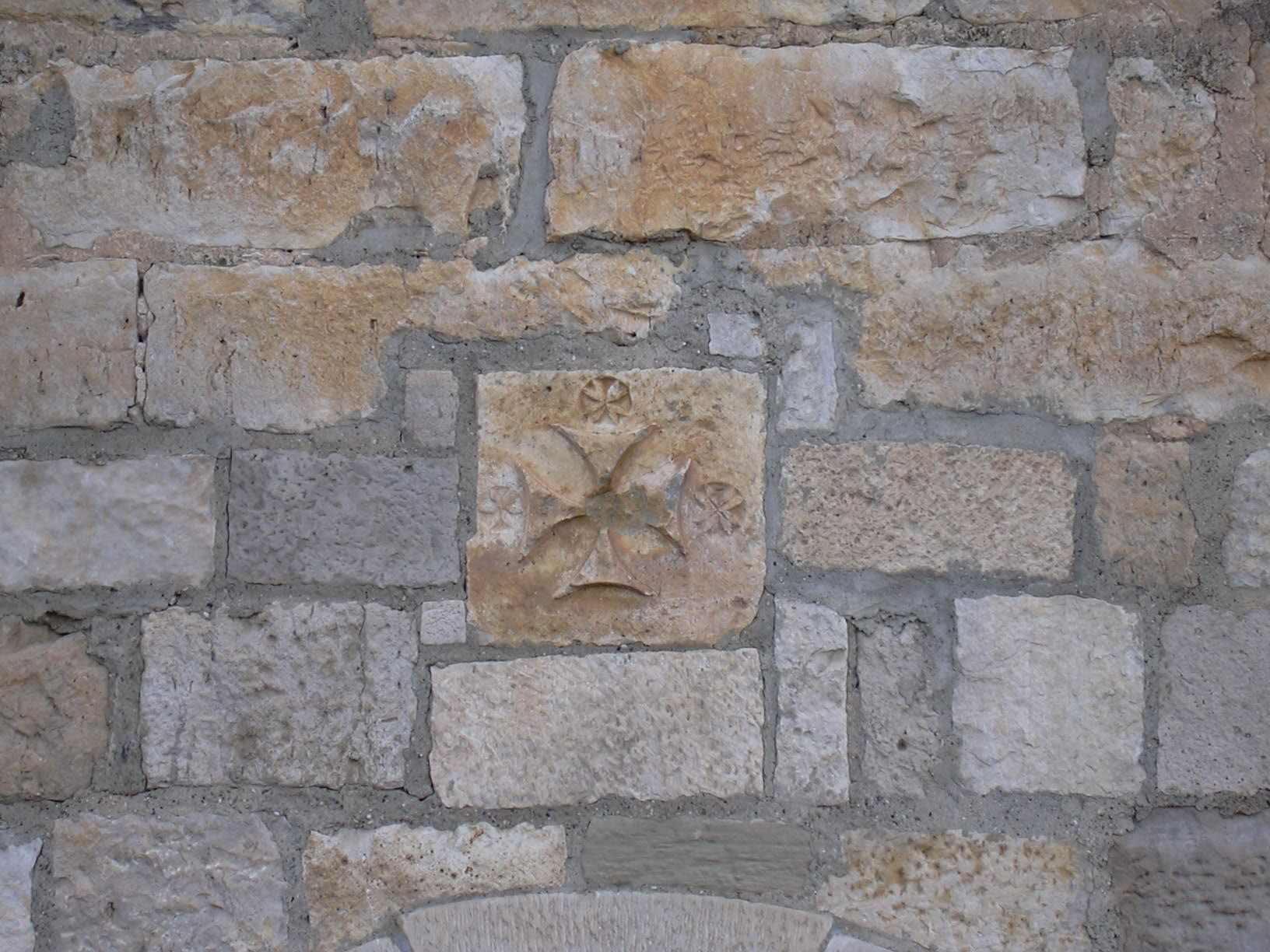
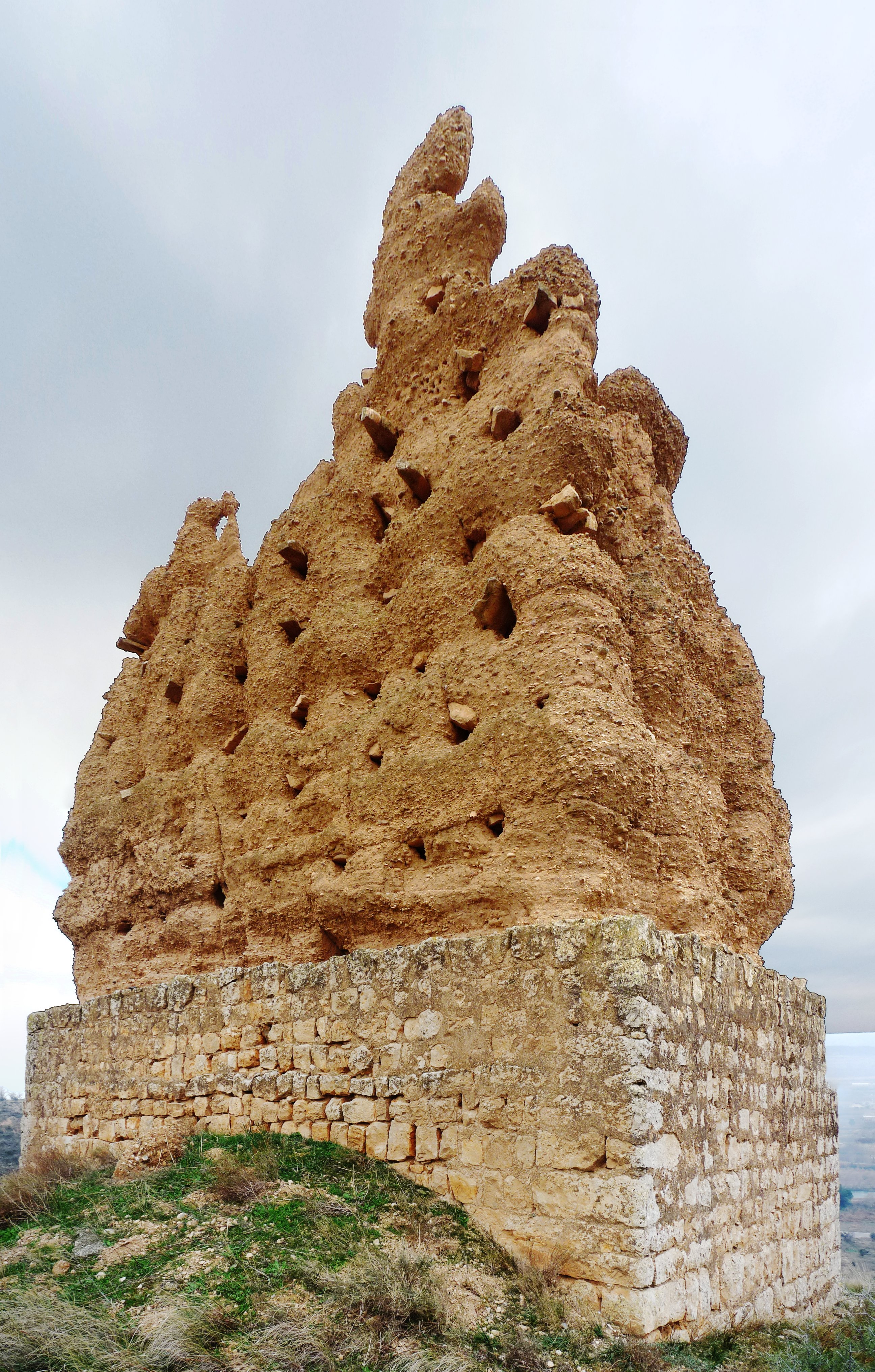
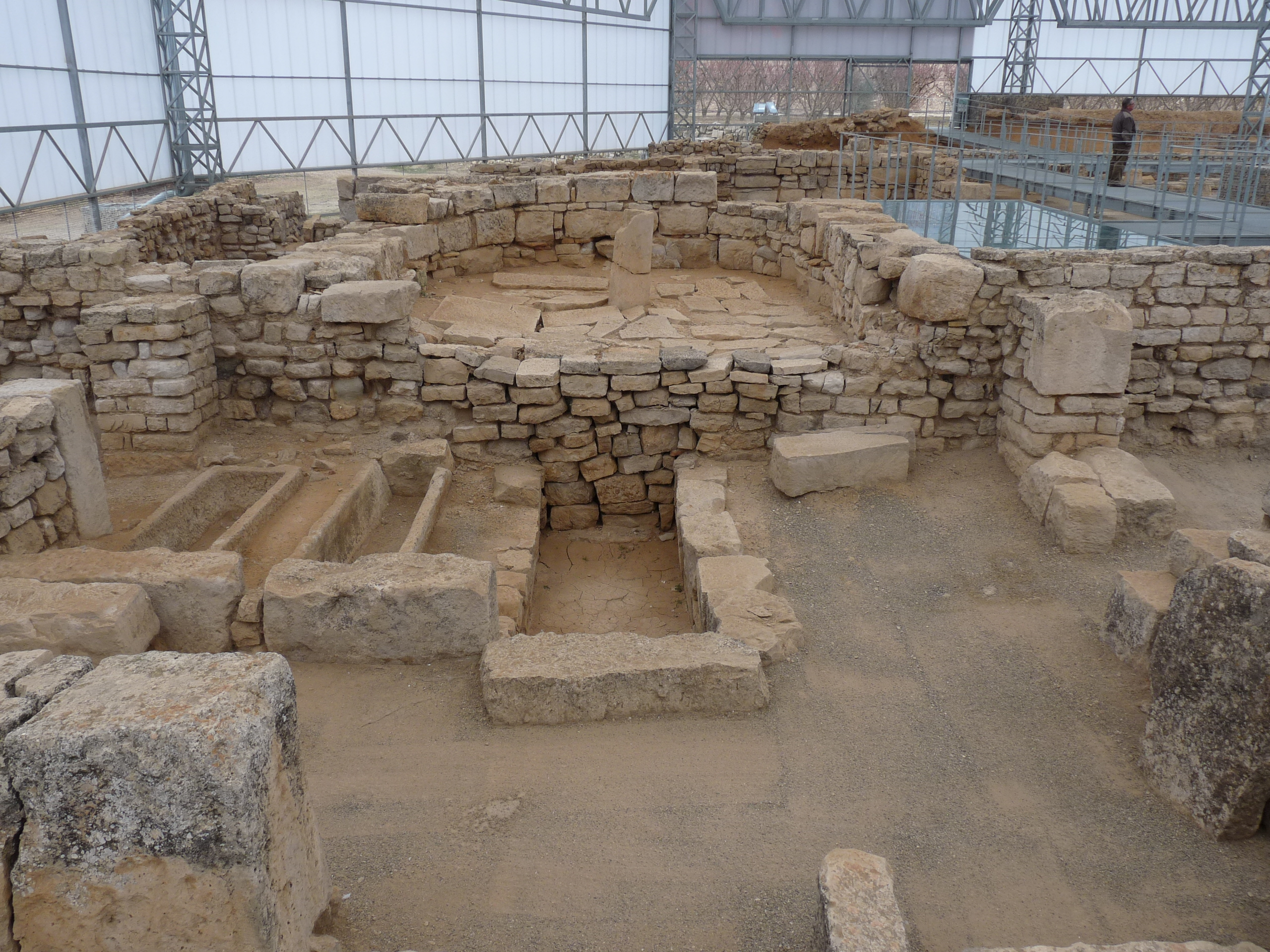
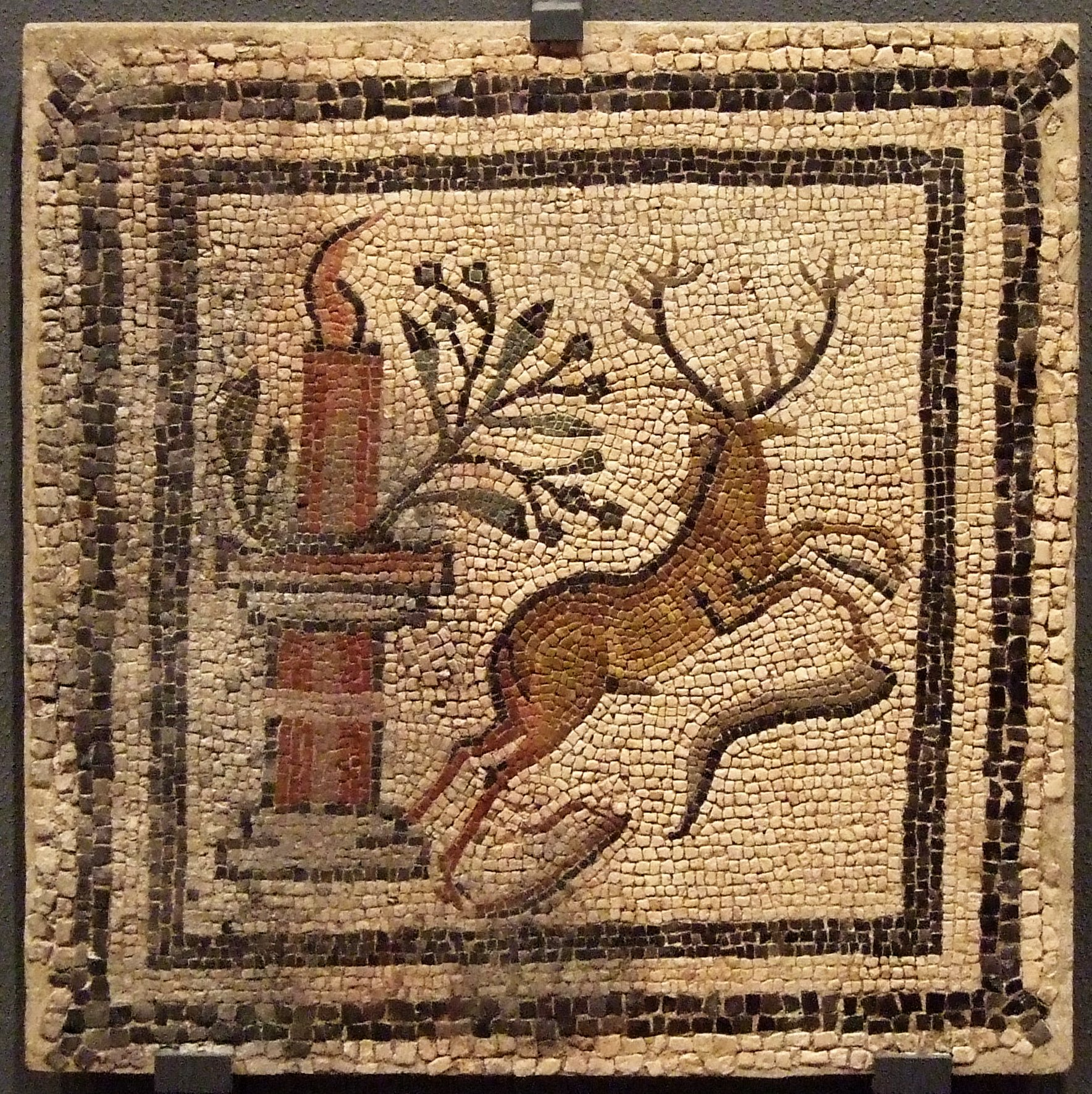

- Lo riu Cinca en lo seu pas per Fraga
- Església de sant Pere.
- Capitell romànic de la portada de l'església de sant Pere
- Un dels dos portals romànics de l'església de sant Pere. Entrada a la sagristia.
- Arqueria a la plaça de sant Pere
- Porta d'entrada del Palau dels Montcada. Antiga suda i palau reial
- Monument a la dona de faldetes amb l'ajuntament al fons. Representada amb cantàrs per recordar el costum d'anar a recollir aigua al riu Cinca
- Casa Cabrera. Un dels molts exemples de casa solellada del nucli antic
- Antiga porta d'entrada a les muralles de la ciutat (desaparegudes).
- Torre dels Frares
- Símbol templer situat damunt de l'arc de l'entrada a la Torre dels Frares
- Pilaret de Santa Quitèria
- Vil·la Fortunatus
- Mosaic procedent de la vil·la Fortunatus